# 三角折尾蝦
三角折尾蝦（学名：Uroptychus triangularis）为柱n臂虾科折尾蝦屬下的一个种。其种加词“triangularis ”意为“三角形的”。